# Boris Vladimircov
Boris Jakovlevič Vladimircov (Борис Яковлевич Владимирцов, 20. července 1884 Kaluga – 17. srpna 1931 u Leningradu) byl ruský mongolista, jazykovědec a etnolog.
V roce 1909 absolvoval Fakultu orientalistiky Petrohradské státní univerzity (v sino-mandžuské sekci) a na univerzitě zůstal. V roce 1918 jmenován profesorem. Pořádal mongolsko-ojratské rukopisy v Asijském muzeu (od 1930 Ústav orientálních rukopisů Ruské akademie věd), od roku 1929 jmenován akademikem AV SSSR.
Spolupracoval na transliteraci mongolského písma (transliterace VPMC: Vladimircov-Poppe-Mostaert-Cleaves), nejznámější dílo je kniha o mongolském vůdci Čingischánovi (anglicky The Life of Chingis-Khan, 1930), mezi jeho studenty patřil Nikolaus Poppe.